# Хафвеј (Мериленд)
Хафвеј (енгл. Halfway) насељено је место без административног статуса у америчкој савезној држави Мериленд.

## Демографија
По попису из 2010. године број становника је 10.701, што је 636 (6,3%) становника више него 2000. године.
| Група             | 2000.         | 2010.         |
| Белци             | 9.544 (94,8%) | 9.514 (88,9%) |
| Афроамериканци    | 214 (2,1%)    | 398 (3,7%)    |
| Азијати           | 98 (1,0%)     | 190 (1,8%)    |
| Хиспаноамериканци | 110 (1,1%)    | 349 (3,3%)    |
| Укупно            | 10.065        | 10.701        |